# Year One
Year One är en amerikansk komedifilm från 2009 regisserad av Harold Ramis med Jack Black och Michael Cera i huvudrollerna.

## Handling
Zed (Jack Black) och Oh (Michael Cera) är ett par ouppfostrade vildmän som går på en vild resa genom den antika världen efter att ha blivit förvisade från deras primitiva by. De må sakna de färdigheter som deras hövding är ute efter, men de har planer på att göra det stort. Zed har en omedelbar känsla av att Gud har "valt" honom, och han leder sin kompis Oh på en resa genom det främmande landskapet i jakt på större och bättre saker, och längs vägen stöter de på flera egendomliga figurer – som bröderna Kain och Abel (David Cross och Paul Rudd), Isak och Abraham (Christopher Mintz-Plasse och Hank Azaria) och många fler. Tyvärr blir deras strävan efter storhet slaget i spillror, då de säljs som slavar och senare blir ett stort intresse för en mycket kärleksfull, lurvig överstepräst (Oliver Platt) i den överdådiga staden Sodom.

## Rollista
- Jack Black - Zed
- Michael Cera - Oh
- Olivia Wilde - Prinsessan Inanna[2]
- June Diane Raphael - Maya
- David Cross - Kain
- Paul Rudd - Abel[3]
- Juno Temple - Eema
- Matthew James Willig - Marlak
- Horatio Sanz - Enmebaragesi
- Oliver Platt - Överstepräst
- Christopher Mintz-Plasse - Isak
- Eden Riegel - Lilit
- Hank Azaria - Abraham
- Bill Hader - Shaman
- Vinnie Jones - Sargon
- Harold Ramis - Adam
- Rhoda Griffis - Eva
- Xander Berkeley - Kungen
- Gia Carides - Drottningen
- Paul Scheer - Murare
- David Pasquesi - Premiärministern
- Kyle Gass - Zaftig
- Marshall Manesh - Slavhandlare
- Bryan Massey - Vakt